# Сидоровичі (Могильовський район)
Сидоровичі (біл. Сідаравічы) — агромістечко у складі Сидоровицької сільради Могильовського району Могильовської області Республіки Білорусь. Адміністративний центр Сидоровицької сільради.

## Населення
- 2010 рік — 419 осіб